# New Galilee
New Galilee borough az USA Pennsylvania államában, Beaver megyében. Lakosainak száma 330 fő (2020. április 1.).

## Népesség
A település népességének változása:

| 2010 | 379 |
| 2020 | 330 |